# 13 février aux Jeux olympiques d'hiver de 2022
Pour un article plus général, voir Jeux olympiques d'hiver de 2022.
Le dimanche 13 février aux Jeux olympiques d'hiver de 2022 est le douzième jour de compétition.

## Faits marquants
Les épreuves de ski acrobatique sont reportées en raison d'importantes chutes de neiges

## Programme
| Heure UTC+8 (Pékin)                           |               |
| bleu                                          | Cérémonie     |
| neutre                                        | Épreuve       |
| or                                            | Finale        |
| orange                                        | Petite finale |
| rose                                          | Reporté       |
| gris                                          | Annulé        |
| Compétition masculine                         | Hommes        |
| Compétition féminine                          | Femmes        |
| Compétition mixte (hommes et femmes mélangés) | Mixte         |
| Compétition en couple (1 homme et 1 femme)    | Couple        |
| modifier                                      |               |

| Horaire | Discipline Spécialité | Discipline Spécialité                               | Discipline Spécialité | Phase                                 | Résultats                                            | Références |
| ------- | --------------------- | --------------------------------------------------- | --------------------- | ------------------------------------- | ---------------------------------------------------- | ---------- |
| 09 h 05 |                       | Curling Tournoi masculin                            | Compétition hommes    | Premier tour 6e session               | 4 - 6                                                | -          |
| 09 h 05 |                       | Curling Tournoi masculin                            | Compétition hommes    | Premier tour 6e session               | 6 - 7                                                | -          |
| 09 h 05 |                       | Curling Tournoi masculin                            | Compétition hommes    | Premier tour 6e session               | 5 - 10                                               | -          |
| 09 h 05 |                       | Curling Tournoi masculin                            | Compétition hommes    | Premier tour 6e session               | 7 - 10                                               | -          |
| 09 h 30 |                       | Bobsleigh Monobob femmes                            | Compétition femmes    | Manche 1                              | -                                                    | -          |
| 10 h 00 |                       | Ski acrobatique Slopestyle                          | Compétition femmes    | Reporté                               | -                                                    | -          |
| 10 h 15 |                       | Ski alpin Slalom géant                              | Compétition hommes    | Manche 1                              | -                                                    | -          |
| 11 h 00 |                       | Bobsleigh Monobob femmes                            | Compétition femmes    | Manche 2                              | -                                                    | -          |
| 12 h 10 |                       | Hockey sur glace Tournoi masculin                   | Compétition hommes    | Tour préliminaire Groupe C - Match 15 | 5 - 2                                                | -          |
| 13 h 45 |                       | Ski alpin Slalom géant (manche 2)                   | Compétition hommes    | Finale                                | Marco Odermatt · Žan Kranjec · Mathieu Faivre        | -          |
| 14 h 05 |                       | Curling Tournoi féminin                             | Compétition femmes    | Premier tour 6e session               | 2 - 7                                                | -          |
| 14 h 05 |                       | Curling Tournoi féminin                             | Compétition femmes    | Premier tour 6e session               | 4 - 10                                               | -          |
| 14 h 05 |                       | Curling Tournoi féminin                             | Compétition femmes    | Premier tour 6e session               | 5 - 6                                                | -          |
| 14 h 05 |                       | Curling Tournoi féminin                             | Compétition femmes    | Premier tour 6e session               | 8 - 4                                                | -          |
| 15 h 00 |                       | Ski de fond Relais hommes                           | Compétition hommes    | Finale                                | ROC · Norvège · France                               | -          |
| 16 h 40 |                       | Hockey sur glace Tournoi masculin                   | Compétition hommes    | Tour préliminaire Groupe C - Match 16 | 4 - 3                                                | -          |
| 17 h 00 |                       | Biathlon Poursuite femmes                           | Compétition femmes    | Finale                                | Marte Olsbu Røiseland · Elvira Öberg · Tiril Eckhoff | -          |
| 18 h 45 |                       | Biathlon Poursuite hommes                           | Compétition hommes    | Finale                                | Quentin Fillon Maillet · Tarjei Bø · Eduard Latypov  | -          |
| 19 h 00 |                       | Ski acrobatique Saut                                | Compétition femmes    | Reporté                               | -                                                    | -          |
| 19 h 00 |                       | Patinage de vitesse sur piste courte 500 m          | Compétition hommes    | Quarts de finale                      | -                                                    | -          |
| 19 h 27 |                       | Patinage de vitesse sur piste courte 500 m          | Compétition hommes    | Demi-finale                           | -                                                    | -          |
| 19 h 35 |                       | Patinage de vitesse sur piste courte Relais 3 000 m | Compétition femmes    | Finale                                | Pays-Bas · Corée du Sud · Chine                      | -          |
| 20 h 05 |                       | Curling Tournoi masculin                            | Compétition hommes    | Premier tour 7e session               | 8 - 2                                                | -          |
| 20 h 05 |                       | Curling Tournoi masculin                            | Compétition hommes    | Premier tour 7e session               | 4 - 8                                                | -          |
| 20 h 05 |                       | Curling Tournoi masculin                            | Compétition hommes    | Premier tour 7e session               | 6 - 8                                                | -          |
| 20 h 09 |                       | Patinage de vitesse sur piste courte 500 m          | Compétition hommes    | Finale                                | Shaoang Liu · Konstantine Ivliev · Steven Dubois     | -          |
| 21 h 00 |                       | Patinage de vitesse Poursuite par équipes           | Compétition hommes    | Quarts de finale                      | -                                                    | -          |
| 21 h 10 |                       | Hockey sur glace Tournoi masculin                   | Compétition hommes    | Tour préliminaire Groupe A - Match 17 | 0 - 5                                                | -          |
| 21 h 10 |                       | Hockey sur glace Tournoi masculin                   | Compétition hommes    | Tour préliminaire Groupe A - Match 18 | 3 - 2                                                | -          |
| 21 h 56 |                       | Patinage de vitesse 500 mètres                      | Compétition femmes    | Finale                                | Erin Jackson · Miho Takagi · Angelina Golikova       | -          |

## Tableau des médailles provisoire
- Pays organisateur (Chine)

| Rang  | Nation       | Or | Argent | Bronze | Total |
| ----- | ------------ | -- | ------ | ------ | ----- |
| 01    | Norvège      | 1  | 2      | 1      | 4     |
| 02    | ROC          | 1  | 1      | 2      | 4     |
| 03    | France       | 1  | 0      | 2      | 3     |
| 04    | Suisse       | 1  | 0      | 0      | 1     |
| 04    | Pays-Bas     | 1  | 0      | 0      | 1     |
| 04    | Hongrie      | 1  | 0      | 0      | 1     |
| 04    | États-Unis   | 1  | 0      | 0      | 1     |
| 08    | Slovénie     | 0  | 1      | 0      | 1     |
| 08    | Suède        | 0  | 1      | 0      | 1     |
| 08    | Corée du Sud | 0  | 1      | 0      | 1     |
| 08    | Japon        | 0  | 1      | 0      | 1     |
| 12    | Chine        | 0  | 0      | 1      | 1     |
| 12    | Canada       | 0  | 0      | 1      | 1     |
| Total | Total        | 7  | 7      | 7      | 21    |

| Rang  | Nation           | Or | Argent | Bronze | Total |
| ----- | ---------------- | -- | ------ | ------ | ----- |
| 01    | Norvège          | 9  | 5      | 7      | 21    |
| 02    | Allemagne        | 8  | 5      | 1      | 14    |
| 03    | États-Unis       | 6  | 5      | 1      | 12    |
| 04    | Pays-Bas         | 6  | 4      | 2      | 12    |
| 05    | Suède            | 5  | 3      | 3      | 11    |
| 06    | Autriche         | 4  | 6      | 4      | 14    |
| 07    | ROC              | 4  | 5      | 8      | 17    |
| 08    | Chine            | 4  | 3      | 2      | 9     |
| 09    | Suisse           | 3  | 0      | 5      | 8     |
| 10    | France           | 2  | 6      | 2      | 10    |
| 11    | Italie           | 2  | 5      | 4      | 11    |
| 12    | Japon            | 2  | 4      | 5      | 11    |
| 13    | Slovénie         | 2  | 2      | 2      | 6     |
| 14    | Canada           | 1  | 4      | 9      | 14    |
| 15    | Corée du Sud     | 1  | 3      | 1      | 5     |
| 16    | Australie        | 1  | 2      | 1      | 4     |
| 17    | Finlande         | 1  | 1      | 2      | 4     |
| 18    | Hongrie          | 1  | 0      | 2      | 3     |
| 19    | Tchéquie         | 1  | 0      | 1      | 2     |
| 20    | Nouvelle-Zélande | 1  | 0      | 0      | 1     |
| 20    | Slovénie         | 1  | 0      | 0      | 1     |
| 22    | Biélorussie      | 0  | 1      | 0      | 1     |
| 22    | Espagne          | 0  | 1      | 0      | 1     |
| 24    | Belgique         | 0  | 0      | 1      | 1     |
| 24    | Lettonie         | 0  | 0      | 1      | 1     |
| 24    | Pologne          | 0  | 0      | 1      | 1     |
| Total | Total            | 65 | 65     | 65     | 195   |